# 심장 페티시즘
틀:성 관련 정보
Cardiophilia

성도착증의 하나로, 심장이 뛰는 것을 보거나 심장소리를 듣는것에 흥분을 느끼는 것을 말한다.
카디오필리아들에게는, 청진기를 끼고 스스로나 상대방의 심장소리를 듣거나 가슴에 귀를 대고 박동을 듣는 것이 굉장히 자극적이라고 한다. 예컨대 청진기를 끼고 심장소리를 들으며 자위를 하는 것이다.
또한 단순히 성적흥분만을 느끼는게 아닌, 심장소리를 들으며 나른함을 느끼는 부류도 있다.